# Артёмовский завод шампанских вин
ЧАО «АртВайнери» (укр. ПРАТ «АРТВАЙНЕРІ», англ. PRJSC «ARTWINERY») — одно из крупнейших предприятий в Восточной Европе по производству игристых вин классическим бутылочным методом, находящееся в городе Бахмуте (ранее Артёмовск), Донецкой области Украины. Ранее предприятие было известно как Артёмовский завод шампанских вин и ЗАО «Артёмовск Вайнери».
Весь цикл производства на предприятии расположен под землёй, на глубине свыше 72 метров, в гипсовых выработках, добыча гипса в которых началась ещё в середине XVIII столетия.

## Название
Согласно данным сайта Министерства юстиции Украины, в настоящее время[когда?] в Едином государственном реестре юридических лиц, физических лиц-предпринимателей и общественных формирований предприятие не имеет русскоязычного названия, полное наименование предприятия по украински: ПРИВАТНЕ АКЦІОНЕРНЕ ТОВАРИСТВО «АРТВАЙНЕРІ», сокращённое — ПРАТ «АРТВАЙНЕРІ»; по-английски: PRIVATE JOINT STOCK COMPANY «ARTWINERY» (PRJSC «ARTWINERY»).
Владельцем предприятия ПРАТ «АРТВАЙНЕРІ» (код 00412168) в Едином государственном реестре юридических лиц, физических лиц-предпринимателей и общественных формирований указан Ахметов Игорь Леонидович, зарегистрированный по адресу: Украина, 83000, Донецкая обл., Куйбышевский район, г. Донецк, ул. Миргородская, дом 78.

## История
История предприятия началась в 1950 году — было принято[кем?] и утверждено решение создать в гипсовых штольнях города Артёмовска предприятие по производству классического игристого вина.
В 1954 году Артёмовский завод шампанских вин выпустил первую партию «Советского шампанского». В следующем году было произведено уже 1,3 млн, а в 1959 году — 2,7 млн бутылок.
С каждым годом производство «Советского» возрастало. Между тем в 1991 году Украина обрела независимость, и Артёмовский завод шампанских вин получил право производить игристые вина под собственными торговыми марками. Так появились марки «Артёмовское» и «Крым». В конце 2007 года общее производство достигло 12,5 миллионов бутылок в год. Тогда же, в 2007 году, начался процесс глобальной[уточнить] модернизации производственных мощностей завода. Все автоматизированные цеха были переоснащены, полностью обновлена лаборатория и частично автоматизированы ручные процессы производства. Благодаря модернизации в настоящее время[когда?] производственная мощность предприятия составляет 25 млн бутылок в год.
В 2016 году предприятие было переименовано в Частное Акционерное Общество «Артвайнери». 

## Производство

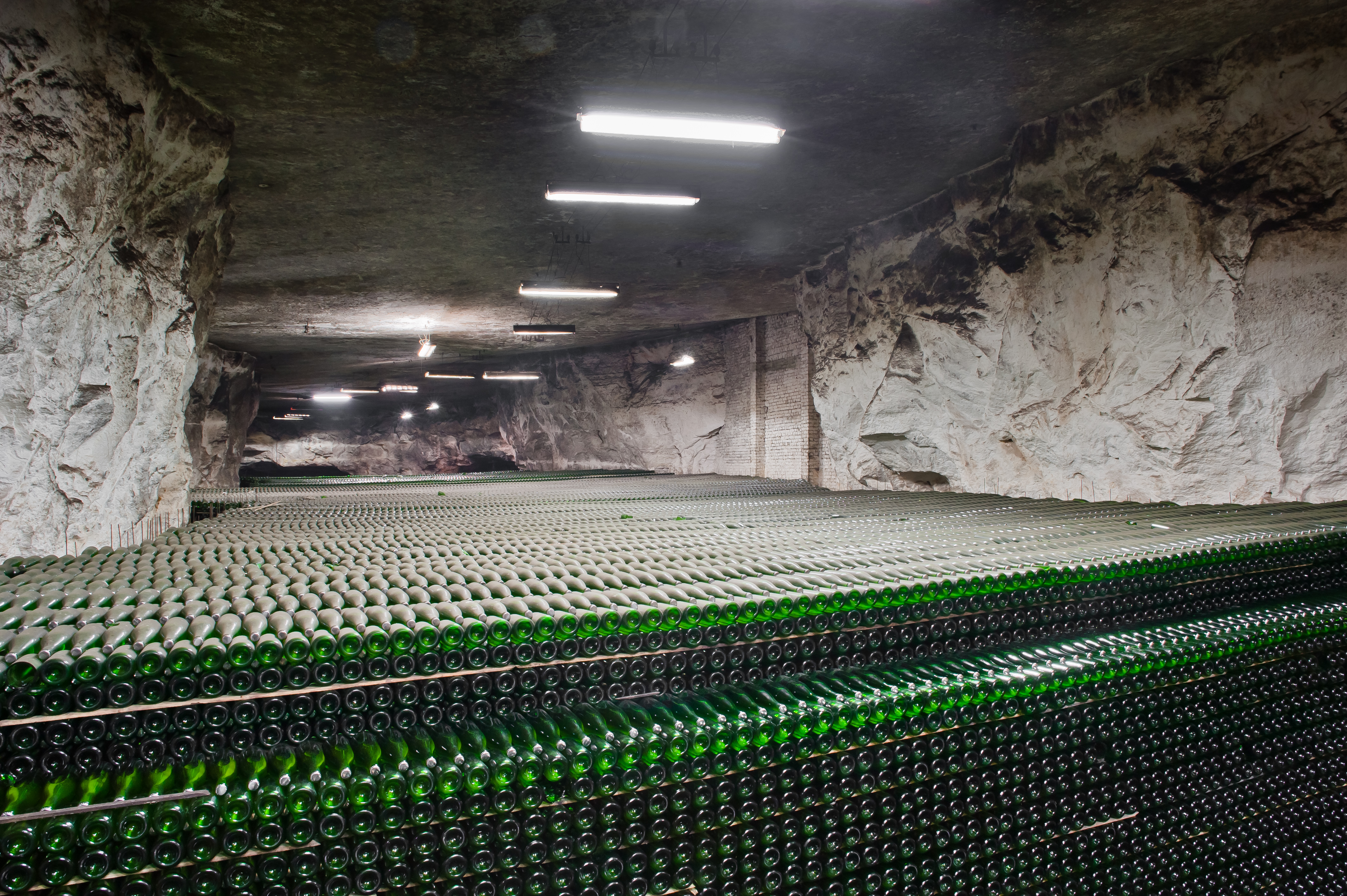
Выдержка в глубоких винных подвалах «Артвайнери»

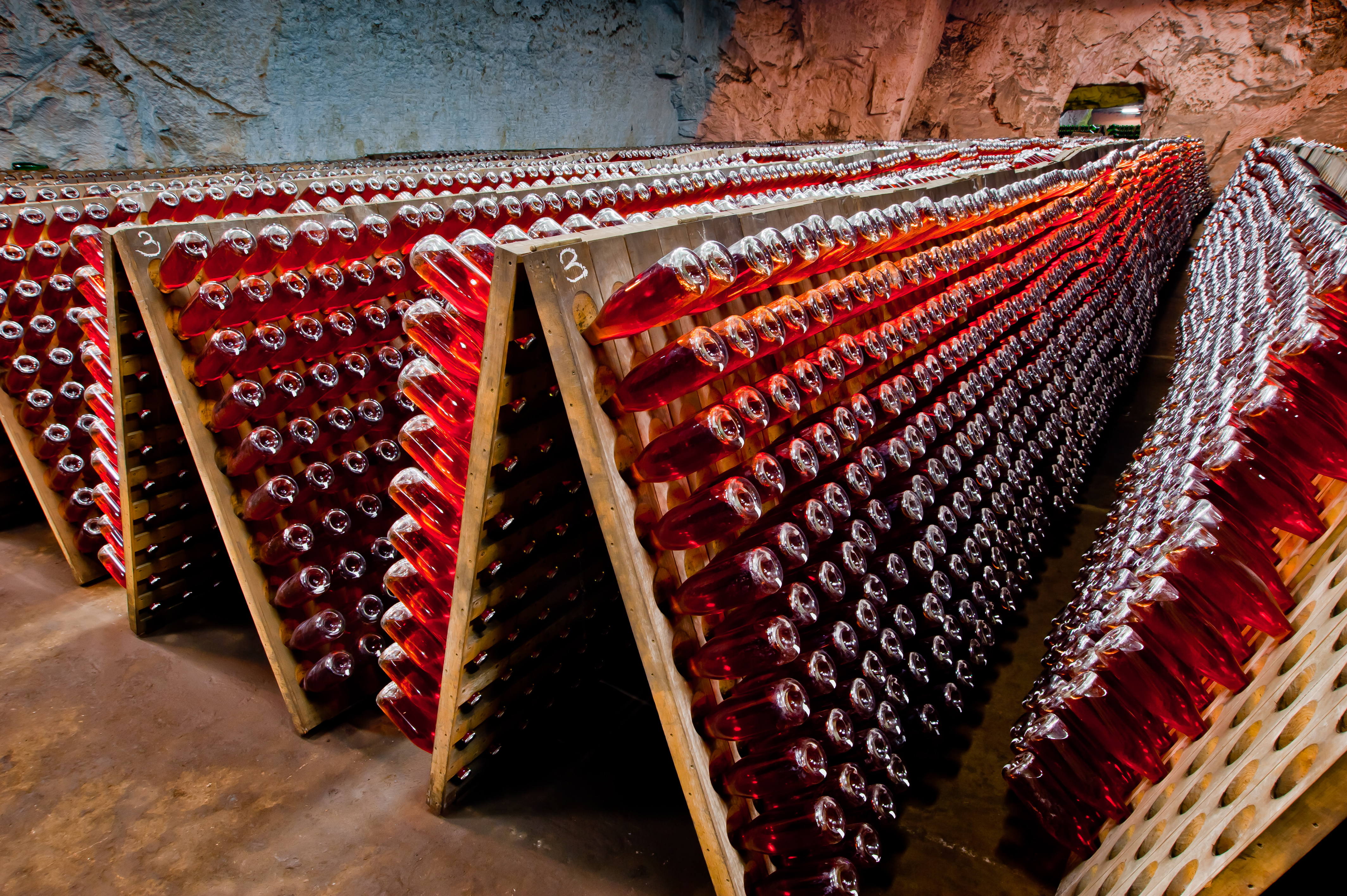
Ремюаж — неотъемлемый процесс в производстве классического игристого вина.

Завод «Артвайнери» производит игристые вина исключительно классическим способом. Условия в подземных штольнях как нельзя лучше подходят для этого: постоянная, независимо от времени года, температура (13-14 °C), благоприятная влажность воздуха (85-90 %), огромная территория (26 га). Классический бутылочный метод производства игристых вин — это сложный и трудоёмкий процесс, основными особенностями которого являются длительная выдержка вина (не менее одного года) и применение ручного труда. Виноделы «Артвайнери» производят игристые вина, выдержанные не менее 9 месяцев. Некоторые сорта выдерживаются 3 года и более.
Для производства на «Артвайнери» используют качественные виноматериалы, выращенные на солнечных землях Юга Украины — в Николаевской, Херсонской и Одесской областях.
Традиционные сорта для производства шампанского — группа Пино Нуар и Шардоне. В общую вкусовую гамму вина они вносят лёгкий фруктовый аромат, который и является основой большинства купажей для производства игристого. Также используются и прочие европейские сорта: Рислинг, Алиготе.
Для красного игристого купаж составляется на основе Каберне, Мерло, Саперави. Завод шампанских вин выпускает белые, красные и розовые вина, которые, в зависимости от срока выдержки, подразделяются на выдержанные и коллекционные. Красные вина представлены марками брют и полусладкое, белые вина — брют, сухое, полусухое и полусладкое, розовые вина — брют и полусухое.
С 2001 года производство предприятия контролируется международной системой управления качеством ІSO 9001: 2000 (ДСТУ ІSO 9001 — 2001). В 2006 года была внедрена «Система безопасности пищевых продуктов», сертифицированная ISO 22000:2005.

## Достижения
Игристые вина «Артвайнери» имеют престижные награды украинских и международных конкурсов и выставок. В арсенале завода 13 Гран-при, 76 золотых, 44 серебряных, 7 бронзовых медалей, больше 75 дипломов, а также два высочайших приза — Международного клуба лидеров торговли и «Европейской Арки Золотой Звезды за мастерство и качество».
Продукция предприятия была представлена более чем в двадцати странах мира, а именно: в Германии, Австрии, Швейцарии, Люксембурге, России, Дании, Бельгии, Нидерландах, Канаде, Австралии, Греции, Латвии, Литве, Эстонии, Израиле, Кипре, Молдове, Таиланде, Великобритании, Хорватии.